# Palatális, zöngés réshang
A palatális, zöngés réshang egyes beszélt nyelvekben használt mássalhangzó. A nemzetközi fonetikai ábécé (IPA) e hangot a ʝ (áthúzott szárú j) jellel jelöli, X-SAMPA-jele pedig j\. Koartikuláció során a természetes magyar beszédben is előfordul a /j/ hang allofónjaként, pl. a dobj be kifejezésben, illetve a gy (palatális, zöngés zárhang) elnyújtott ejtésével is közelíthető.
A zöngés palatális réshang igen ritka hang: a UCLA Phonological Segment Inventory Database (a Los Angeles-i Kaliforniai Egyetem adatbázisa az egyes nyelvek fonológiai szegmenseiről) által eredetileg felmért 317 nyelv közül mindössze hétben fordul elő.[forrás?] Csupán három nyelvben (komi, margi és a Belgiumban használt standard holland) fordul elő ez a hang a zöngétlen megfelelőjével együtt.

## Jellemzői
A palatális, zöngés réshang jellemzői:
- Képzésmódja réshang, vagyis létrehozásakor a légáramlat egy szűk csatornába (résbe) terelődik a képzéshelyen, s ott légörvényt kelt.
- Képzéshelye palatális, vagyis a nyelv középső vagy hátsó részét a kemény szájpadláshoz illesztve jön létre.
- Zöngésségi típusa zöngés, így a képzése során rezegnek a hangszalagok.
- Orális mássalhangzó, azaz a levegő a szájon át tudja elhagyni a beszédképző szerveket.
- Centrális mássalhangzó, tehát a légáram a nyelv közepénél halad át, nem pedig a szélénél.
- Légáram-mechanizmusa pulmonikus egresszív, vagyis a levegőt pusztán a tüdővel és a rekeszizommal kilélegezve képezhető, akárcsak a legtöbb más beszédhang.

## Előfordulása
| Nyelv           | Nyelv             | Szó     | IPA                    | Jelentés           | Jegyzet                                                                                                 |
| --------------- | ----------------- | ------- | ---------------------- | ------------------ | --- |
| fríz            | fríz              | hja     | [ʝa]                   | ’ő’ (nőnem) / ’ők’ | Főként a fríz régebbi, „előkelőbb” változataiban használatos. Elterjedt megfelelője a „sy”.             |
| görög           | görög             | γεια    | [ʝa]                   | ’szia’             | L. újgörög hangtan                                                                                      |
| holland         | holland           | goed    | [ʝut] (segítség·infó)  | ’jó’               | A déli holland nyelvjárásokban jellemző, ideértve Belgium egész holland ajkú részét. L. holland hangtan |
| kabil           | kabil             | cceǥ    | [ʃʃəʝ]                 | ’csúszni’          | |
| magyar          | magyar            | dobj be | [dobʝ bɛ]              | ’dobj be’          | A /j/ allofónja, l. magyar hangtan.                                                                     |
| pastu           | wardak nyelvjárás | موږ     | [muʝ]                  | ’mi’               | |
| skót gael nyelv | skót gael nyelv   | dhiubh  | [ˈʝu]                  | ’közülük’          | |
| spanyol         | spanyol           | sayo    | [ˈsaʝo̞]                | ’köpeny’           | Gyakran inkább közelítőhang. Egyes nyelvjárásokban <ll> is jelölheti. L. spanyol hangtan                |
| svéd            | svéd              | jord    | [ʝuːɖ] (segítség·infó) | ’talaj’            | L. svéd hangtan                                                                                         |